# Liste der Kulturdenkmäler in Volkhardinghausen
Die folgende Liste enthält die in der Denkmaltopographie ausgewiesenen Kulturdenkmäler auf dem Gebiet des Ortsteils Volkhardinghausen der  Stadt Bad Arolsen, Landkreis Waldeck-Frankenberg, Hessen.
Hinweis: Die Reihenfolge der Denkmäler in dieser Liste orientiert sich an der Anschrift, alternativ ist sie auch nach der Bezeichnung, der vom Landesamt für Denkmalpflege vergebenen Nummer oder der Bauzeit sortierbar.
Kulturdenkmäler werden fortlaufend im Denkmalverzeichnis des Landes Hessen durch das Landesamt für Denkmalpflege Hessen auf Basis des Hessischen Denkmalschutzgesetzes (HDSchG) geführt. Die Schutzwürdigkeit eines Kulturdenkmals hängt nicht von der Eintragung in das Denkmalverzeichnis des Landes Hessen oder der Veröffentlichung in der Denkmaltopographie ab.

Das Denkmalverzeichnis für diesen Bereich liegt noch nicht vor. Die bisher bekannten Bau- und Kunstdenkmäler hat das Landesamt für Denkmalpflege Hessen in sogenannten Arbeitslisten erfasst. Den Arbeitslisten liegen Erkenntnisse aus Akten, Ortsbegehungen und Denkmalinventaren, jedoch keine neuere systematische Forschung, zugrunde. Die Benehmensherstellung mit der Gemeinde gemäß § 11 Abs. 1 HDSchG ist noch nicht erfolgt.
Das Vorhandensein oder Fehlen eines Objekts in dieser Liste ist keine rechtsverbindliche Auskunft darüber, ob es Kulturdenkmal ist oder nicht: Diese Liste entspricht möglicherweise nicht dem aktuellen Stand der offiziellen Denkmaltopographie. Diese ist für Hessen in den entsprechenden Bänden der Denkmaltopographie Bundesrepublik Deutschland und im Internet unter DenkXweb – Kulturdenkmäler in Hessen einsehbar. Auch diese Quellen sind, obwohl sie durch das Landesamt für Denkmalpflege Hessen aktualisiert werden, nicht immer aktuell, da es im Denkmalbestand immer wieder Änderungen gibt.
Eine verbindliche Auskunft erteilt allein das Landesamt für Denkmalpflege Hessen.
Nutze diese Kartenansicht, um Koordinaten in der Liste zu setzen. In dieser Kartenansicht sind Kulturdenkmale ohne Koordinaten mit einem roten bzw. orangen Marker dargestellt und können in der Karte gesetzt werden. Kulturdenkmale ohne Bild sind mit einem blauen bzw. roten Marker gekennzeichnet, Kulturdenkmale mit Bild mit einem grünen bzw. orangen Marker.

## Gesamtanlagen
| Bild            | Bezeichnung                          | Lage                   | Beschreibung | Bauzeit | Objekt-Nr. |
| --------------- | ------------------------------------ | ---------------------- | ------------ | ------- | ---------- |
| Bild gesucht BW | Gesamtanlage 1 Historischer Ortskern | Volkhardinghausen Lage |              |         | 170679 DDB |

## Kulturdenkmäler
| Bild            | Bezeichnung                                           | Lage                                              | Beschreibung | Bauzeit | Objekt-Nr. |
| --------------- | ----------------------------------------------------- | ------------------------------------------------- | ------------ | ------- | ---------- |
| Bild gesucht BW | Flurquerdielenhaus, Fachwerk                          | Klosterstraße 2 LageFlur: 1, Flurstück: 111/2     |              |         | 170680 DDB |
| Bild gesucht BW | Fachwerkeinhaus                                       | Klosterstraße 6 LageFlur: 1, Flurstück: 117/2     |              |         | 170681 DDB |
| Bild gesucht BW | Wohnhaus                                              | Klosterstraße 9 LageFlur: 1, Flurstück: 169/2     |              |         | 170682 DDB |
| Bild gesucht BW | Fachwerkwohnhaus                                      | Klosterstraße 11 LageFlur: 1, Flurstück: 156/4    |              |         | 828816 DDB |
| Bild gesucht BW | Altes Schulhaus+Schuppen                              | Klosterstraße 13 LageFlur: 1, Flurstück: 26/1     |              |         | 170683 DDB |
| weitere Bilder  | Ehem. Augustinner-Chorfrauen-Kloster, Konventsgebäude | Klosterstraße 14 LageFlur: 1, Flurstück: 134/2    |              |         | 170684 DDB |
| Bild gesucht BW | Fachwerkeinhaus                                       | Schäfertor 1 LageFlur: 1, Flurstück: 146, 354/145 |              |         | 828817 DDB |